# Malta (land)
Malta, officieel de Republiek Malta (Maltees: Repubblika ta' Malta), is een Zuid-Europese dwergstaat gelegen in de Middellandse Zee. Malta is een archipel bestaande uit de eilanden Malta, Gozo, Comino, het kleine Manoel-eiland en de onbewoonde eilanden Cominotto, Filfla, Fungus Rock en de Sint Paulus Eilanden.

## Geschiedenis
Malta heeft een zeer lange geschiedenis. Op de eilanden Malta, Gozo en Comino staan prehistorische opzichzelfstaande bouwwerken zoals de megalithische Tempels van Tarxien, gebouwd tussen 3500 en 2500 v.Chr., de tempels van Ħaġar Qim en Mnajdra en de op het eiland Gozo gelegen tempel van Ġgantija. Deze bouwwerken zijn waarschijnlijk ouder dan de Egyptische piramiden, en ook ouder dan Stonehenge. De tempel van Ħaġar Qim is zodanig gebouwd dat hij de tijd aangeeft, wat hem tot een zeer bijzondere tempel maakt die in dit opzicht wellicht uniek is in de wereld. Verder bevindt zich in Paola het Hypogeum, een in de ondergrond uitgehakt heiligdom met meerdere diepteniveaus.
De historie van Malta begint met de komst van de Feniciërs. Tijdens de Eerste Punische Oorlog kwam Malta in opstand tegen de Carthagers en gaven ze zich over aan de Romeinen. Het zou Romeins blijven tot de val van het Romeinse Rijk.
Door de strategische ligging van het eiland was Malta van oudsher van groot belang voor het beheersen van de Middellandse Zee. In 454 maakten de Vandalen zich meester van Malta; in 464 de Goten, in 533 de Byzantijnen onder Belisarius en rond 870 de islamitische Arabieren, die onder andere het Siciliaans-Arabisch, de voorloper van het Maltees meenamen. Het eiland werd uiteindelijk onderdeel van het Emiraat Sicilië.
In 1091 werd Malta door de Normandiërs onder leiding van Rogier I van Sicilië heroverd. In eerste instantie moest het Arabische bestuur alleen belasting betalen aan de Normandiërs, maar in 1127 verving Rogier II van Sicilië de Arabieren door een Normandisch bestuur en vervolgens werd Malta onderdeel van het Koninkrijk Sicilië.
In 1530 schonk keizer Karel V het eiland als leen van het koninkrijk Sicilië aan de Johannieter Orde, die daarna ook wel de Maltezer Orde werd genoemd. Zij bouwden de grote vestingen in onder andere Valletta, Mdina en Rabat en op Gozo.
In mei 1565 werd Malta, dat geregeerd werd door de Kruisridders, belegerd door het Ottomaanse Rijk. Volgens Maltese bronnen bestond de Ottomaanse strijdmacht uit 40.000 soldaten en werden de Kruisridders geholpen door 8000 Maltese troepen. De Maltezers vernietigden de oogsten, vergiftigden de waterbronnen en verschansten zich in de versterkte steden Mdina en Birgu (tegenwoordig Vittoriosa). De uiteindelijke nederlaag van de Ottomanen was een van de meest geroemde christelijke overwinningen van de 16e eeuw. Voltaire zei erover Rien n'est plus connu que le siège de Malte of Niets is bekender dan de belegering van Malta. De overwinning vormde ook een deuk in het onoverwinnelijke imago van de Ottomanen.
Malta was lange tijd de uitvalsbasis voor kapers/piraten die hoofdzakelijk islamistische schepen aanvielen. Het verschil tussen kapers en piraten is dat kapers de officiële toestemming hadden van een land om schepen aan te vallen van een ander land waarmee ze op oorlogsvoet waren.
De macht van de Kruisridders werd beëindigd door Napoleon Bonaparte, die Malta veroverde op weg naar Egypte. Napoleon vroeg de Kruisridders om toestemming om zijn schepen te bevoorraden, maar richtte zijn kanonnen op de stad Valletta nadat de schepen in de Grand Harbour lagen. De Franse bezetting werd gesteund door Maltese revolutionairen, die de Franse Revolutie als voorbeeld zagen. Napoleon bleef 6 dagen op Malta en reorganiseerde er de bestuurlijke indeling en de financiële administratie. Ook werden feodale rechten en privileges en de slavernij afgeschaft. In de rechtspraak werd het familierecht ingevoerd. Het openbaar onderwijs werd gereorganiseerd naar Frans voorbeeld.
Napoleon liet een garnizoen achter bij zijn vertrek naar Egypte, maar het Franse bewind werd al snel onpopulair, mede door de antireligieuze houding van de Franse revolutionairen en het plunderen van kerkschatten om Napoleons oorlogen te financieren. De Maltezers verjoegen de Fransen met hulp van de Britten. De laatsten stuurden de Maltezers wapens en versterkingen in hun strijd tegen de Franse bezetters. In 1800 gaven de Fransen onder leiding van generaal Claude-Henri Belgrand de Vaubois zich over. Hiermee werd Malta een Britse kolonie.
De wens van een aanzienlijk deel van de Maltese bevolking om zich aan te sluiten bij het koninkrijk Italië vormde een belangrijke politieke zorg voor de Britten, vooral sinds de opkomst van het fascisme onder leiding van Benito Mussolini. Het fascisme verkondigde openlijk dat Malta bij Italië hoorde.
Tijdens de Tweede Wereldoorlog werd Malta zwaar gebombardeerd en beschoten door de Duitse Luftwaffe, vooral tijdens de Slag om Malta. De Britse koning verleende het eiland een hoge onderscheiding voor dapperheid, het George Cross. Het is sindsdien gebruikelijk om brieven te adresseren met "Malta G.C.". Het George Cross kreeg ook een plaats in het wapen en op de vlag.
Malta was een Britse kolonie tot de onafhankelijkheid als de Staat Malta binnen het Britse gemenebest op 21 september 1964. Deze volgde op een constitutionele conferentie in Londen (juli 1963) en een referendum op het eiland (mei 1964). In 1969 verlieten de laatste Britse troepen het eiland. Tot 1974 was de Britse Koningin het staatshoofd; daarna werd het land een republiek.
Malta trad op 1 mei 2004 toe tot de Europese Unie. Op 1 januari 2008 werd de euro ingevoerd als betaalmiddel.

## Demografie

### Bevolking
Malta telde in 2022 531.113 inwoners op een oppervlakte van 316 km², waarmee het een van de dichtstbevolkte landen ter wereld is. Inwoners van Malta heten Maltezers. Malta is het dichtstbevolkte land van de Europese Unie.

### Taal
Sinds 1934 zijn de twee officiële talen het Maltees en het Engels. Hiervoor was het Italiaans de officiële taal. Het Maltees is afgeleid van een Arabisch dialect, maar heeft ook sterke invloeden ondergaan van onder andere het Italiaans, het Engels en het Frans. Het is de enige Semitische taal die in het Latijnse alfabet wordt geschreven.
Het Italiaans is zeer verspreid en wordt door 66% van de bevolking begrepen.

### Religie
De grondwet van Malta voorziet in godsdienstvrijheid en het katholicisme is er staatsgodsdienst. Freedom House en het World Factbook rapporteren dat 98% van de bevolking katholiek is, waarmee het land een van de meest katholieke landen in de wereld is.
In 2006 publiceerde The Times of Malta de resultaten van de laatste zondagse kerkbezoek telling (census). Volgens deze telling ligt het kerkbezoek in Malta met bijna 48 procent van de bevolking hoger dan in elk ander EU-land. Het aantal kerken op Malta is 376, dit is inclusief de kerken op Gozo en Comino.
Malta kent de grootste concentratie leden van het Neocatechumenaat in de wereld, sinds het in 1973 op de eilanden werd geïntroduceerd door drie Italiaanse catechisten, die de eerste gemeenschap begonnen in de Immaculate Conception Parish in Ħamrun.
De evangelist Lucas beschrijft in Handelingen 27-28 dat de apostel Paulus op het eiland Malta (in de Griekse tekst Melite) schipbreuk leed. Hoewel Lucas niet schrijft dat Paulus op het eiland evangeliseerde, wordt Paulus vereerd als de beschermheilige van Malta, omdat hij er het evangelie zou hebben gebracht. Volgens de Maltezers vond zijn schipbreuk plaats in het jaar 60 in St. Paul's Bay.
Behalve Paulus worden ook Agatha en George Preca (de eerste heilige Maltees), gekend als Dun Ġorġ, vereerd als patroonheiligen van Malta.
Vele kloosterordes, zoals de jezuïeten, franciscanen, dominicanen, augustijnen en de Kleine Zusters van de Armen hebben vestigingen in Malta.
Er zijn ook enkele kerken van andere denominaties, zoals de St. Andrew's Scots Church in Valletta (een gezamenlijke congregatie van presbyterianen en methodisten) en de anglicaanse Sint-Pauluskathedraal.

## Geografie

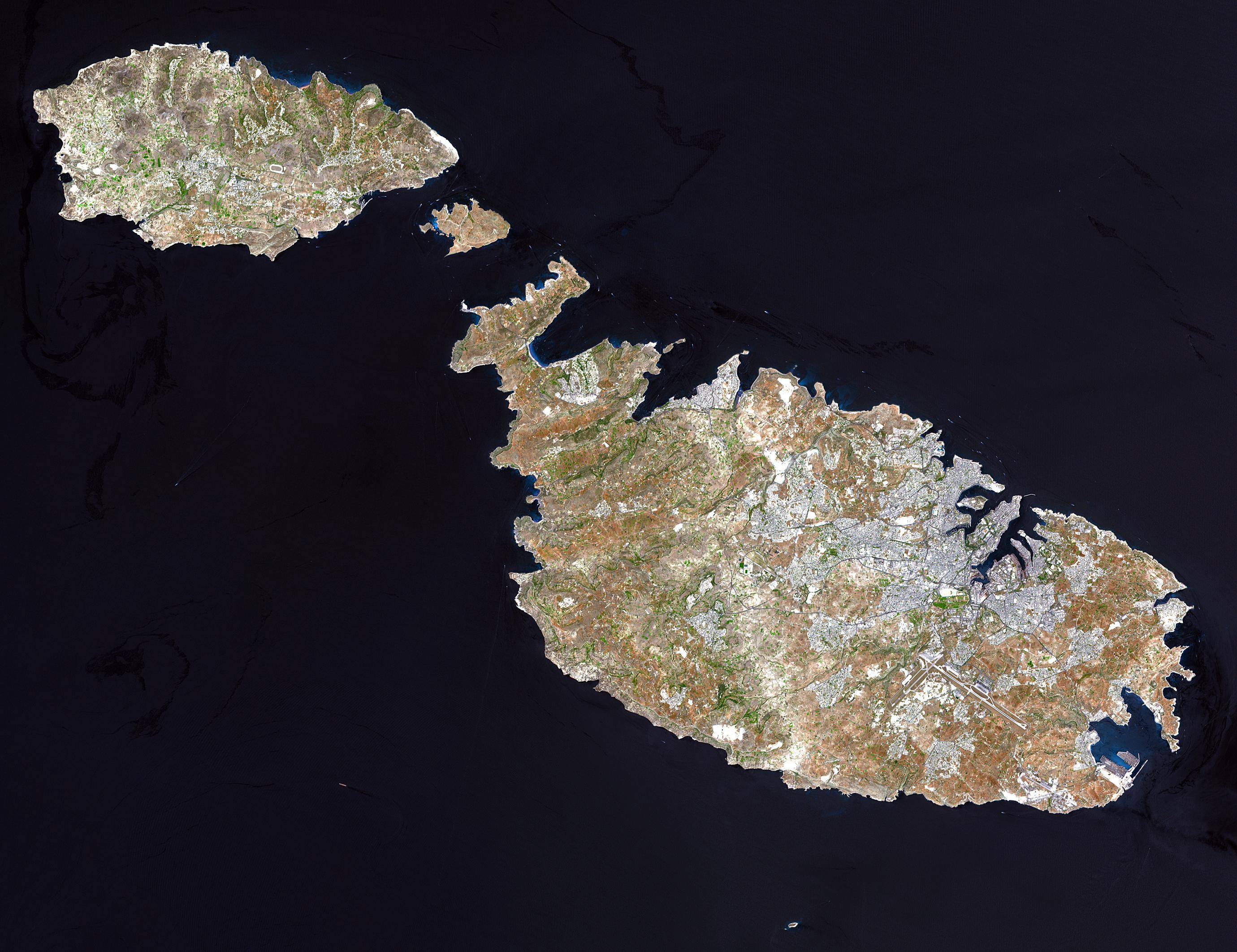
Satellietbeeld van Malta

### Landschap
Het grootste eiland, Malta, is kaal en rotsachtig met relatief weinig natuurlijke begroeiing. Van het zuidwesten naar het noordoosten loopt het eiland schuin af, het is als het ware gekanteld. Kenmerkend zijn de tientallen baaien en inhammen. De stranden zijn klein en vaak rotsachtig; alleen in het noordwesten zijn er enkele zandstranden. Over de lengte van het eiland loopt een diepe vallei met op de bodem een weg, die in tijden van zware regenval in een kolkende rivier verandert.
Het eiland Gozo (Għawdex in het Maltees) is een kleine versie van Malta, inclusief de baaien en de diepe vallei over de lengte. Het landschap is echter wat ruiger en groener, vooral in de winter.
Het eiland Comino ligt tussen Malta en Gozo in en is het kleinste van de drie. Het eiland is het bekendst vanwege de Blauwe Lagune waarin het onbewoonde eiland Cominotto ligt.

### Steden
Volgens de standaarden die de meeste andere landen hanteren om te bepalen wat een stad is, zijn de plaatsen in Malta te klein om als stad aangemerkt te kunnen worden. Er is echter een beperkt aantal plaatsen dat traditioneel als stad wordt aangezien. Deze plaatsen kregen namelijk tijdens de heerschappij van de Maltezer Orde de aanduiding "cittá".
Deze steden zijn:
- Birgu (Città Vittoriosa)
- Bormla (Città Cospicua)
- Mdina / Rabat (Città Notabile)
- Qormi (Città Pinto)
- Rabat (Gozo) (Città Vittoria of Victoria)
- Senglea (Città Invicta of Isla)
- Siġġiewi (Città Ferdinand)
- Valletta (Città Umilissima)
- Żabbar (Città Hompesch)
- Żebbuġ (Malta) (Città Rohan)
- Żejtun (Cittá Beland)

## Klimaat
Malta heeft een mediterraan klimaat met een droge lange zomer van april tot en met oktober. In de zomermaanden is de gemiddelde temperatuur 26 °C. De winter, van november tot en met maart, is erg mild met een gemiddelde temperatuur van 12 °C. De neerslag valt van eind september tot eind april en bedraagt gemiddeld 500 mm per jaar. 's Zomers waait vaak de sirocco, die de temperatuur soms tot 40 °C doet stijgen waardoor het onaangenaam benauwd wordt.
| Maand                         | jan | feb | mrt | apr | mei | jun | jul | aug | sep | okt | nov | dec | Jaar  |
| ----------------------------- | --- | --- | --- | --- | --- | --- | --- | --- | --- | --- | --- | --- | ----- |
| Gemiddeld maximum (°C)        | 16  | 15  | 16  | 17  | 20  | 23  | 26  | 27  | 26  | 24  | 21  | 17  | 20,66 |
| Gemiddeld minimum (°C)        | 14  | 14  | 15  | 16  | 19  | 22  | 25  | 26  | 25  | 23  | 19  | 16  | 19,5  |
|                               |     |     |     |     |     |     |     |     |     |     |     |     |       |
| Neerslag (mm)                 | 41  | 37  | 20  | 10  | 7   | 4   | 1   | 5   | 21  | 69  | 63  | 39  | 317   |
| Bron: Weer in Malta (maanden) |     |     |     |     |     |     |     |     |     |     |     |     |       |

## Bezienswaardigheden

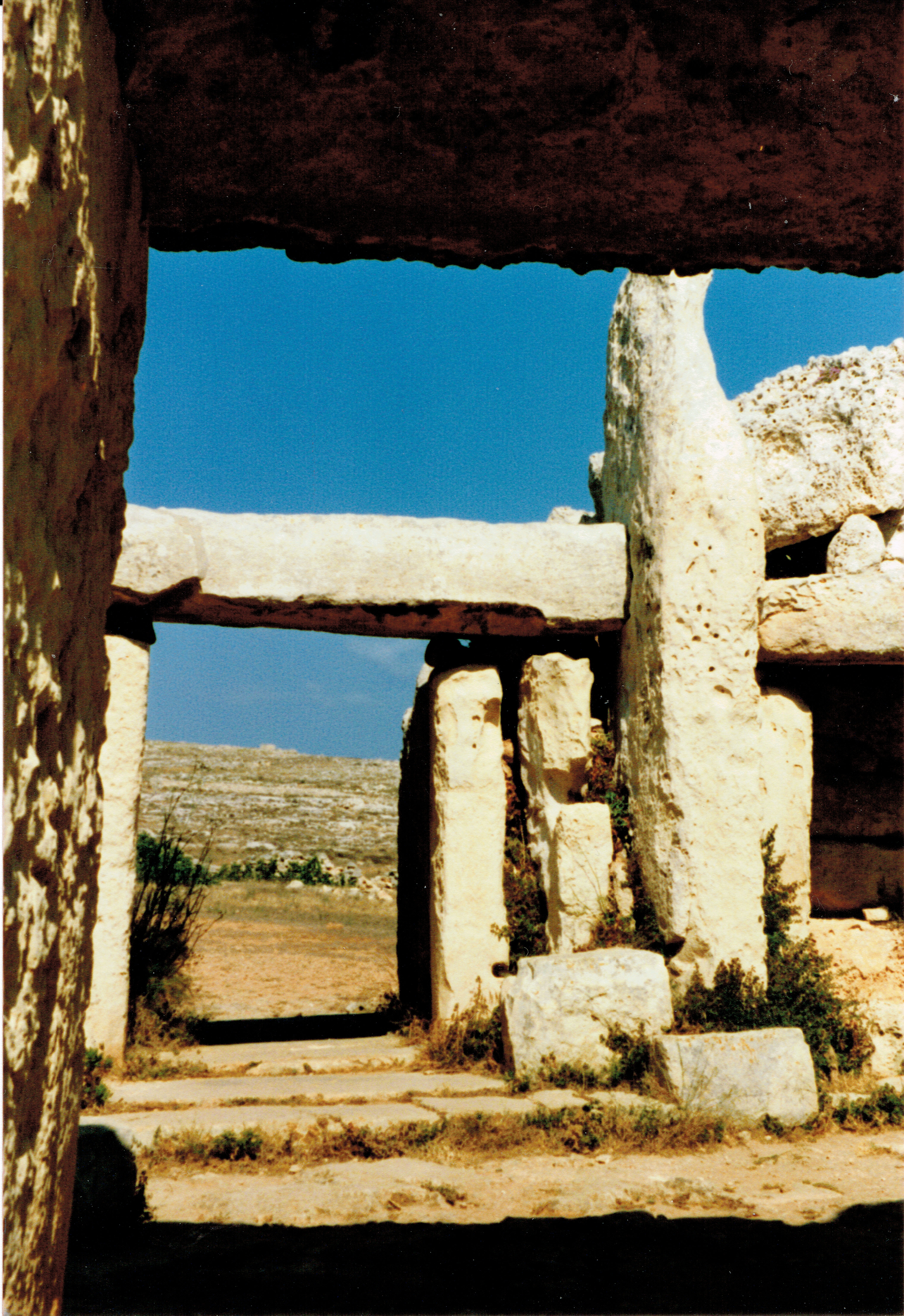
Prehistorische tempels van Mnajdra.

- Blue Grotto
- Ħal Saflieni Hypogeum
- Mdina
- Megalithische tempels van Malta
- Valletta

## Economie
Malta exporteert industriële producten en heeft daarnaast scheepsbouw en toerisme als voornaamste bestaansmiddelen. De landbouw speelt bij de export een ondergeschikte rol, ondanks de bekende Maltezer aardappel. Nog minder belangrijk is de visserij: het land telt niet meer dan duizend vissers. De aquacultuur neemt wel in belang toe. Ook herbergt het eiland verschillende zogenaamde 'off shore' internet-gokbedrijven, omwille van de liberale kansspelwetgeving. Deze bedrijven investeren aanzienlijk in onder meer technische infrastructuur en zorgen voor heel wat werkgelegenheid, voornamelijk in callcenters.
Het bruto nationaal product per hoofd van de bevolking bedraagt circa US$ 40.400 in 2023.
De lokale munteenheid was de Maltese lira (MTL), ook wel Maltees pond genoemd. Op 22 juni 2007 werd vastgelegd dat de lira op 1 januari 2008 in de euro zou opgaan. De op 10 juli 2007 definitief vastgestelde wisselkoers met de euro bedroeg MTL 0,429300 per euro. Malta werd op 1 januari 2008 het vijftiende land van de Europese Unie dat de euro als betaalmiddel invoerde (een uur later dan Cyprus).

## Politiek
Malta is een parlementaire republiek. Het politieke leven wordt beheerst door de Arbeiderspartij en de Partit Nazzjonalista (Nationalistische Partij). Aan het hoofd van de republiek staat een voor vijf jaar door het parlement gekozen president. Sinds 2024 is dit Myriam Spiteri Debono. De premier is sinds januari 2020 Robert Abela (Malta Labour Party).
Zie ook:
- Lijst van presidenten van Malta
- Lijst van premiers van Malta

### Bestuurlijke indeling
Sinds 1994 is Malta verdeeld in 68 Lokale Raden. De raden vormen de enige bestuurslaag, naast het bestuur op nationaal niveau.

## Vervoer

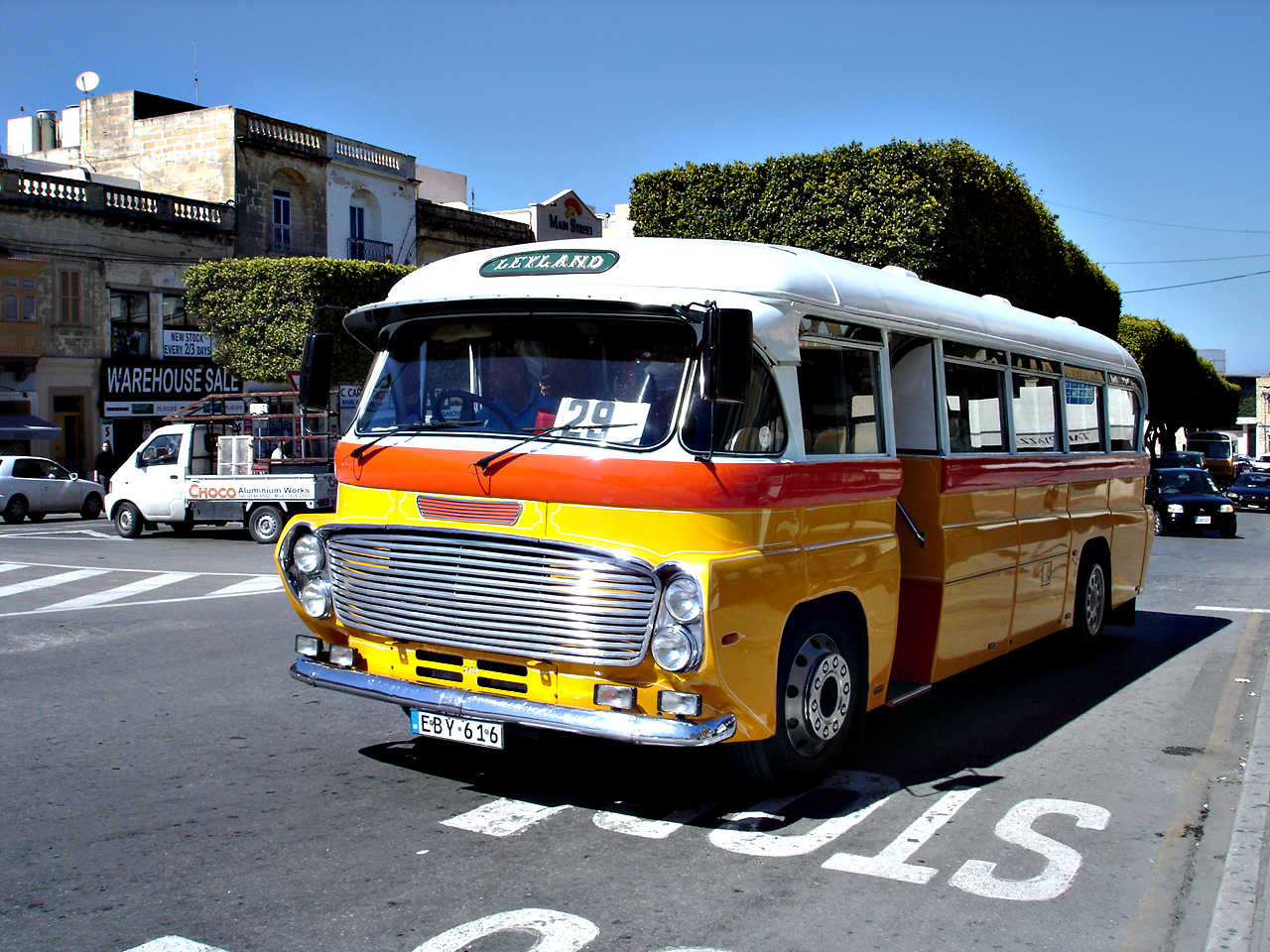
Op Malta reden tot 2011 heel wat geel/oranje bussen rond.

Malta International Airport op het eiland Malta in het district Luqa is de thuisbasis voor KM Malta Airlines; deze vliegt naar ongeveer 50 bestemmingen in Europa en Noord-Afrika.
Tussen 1883 en 1931 bezat Malta een spoorlijn die de hoofdstad Valletta verbond met Mtarfa/Mdina en een aantal omliggende plaatsen. Sindsdien is Malta een van de weinige landen in Europa zonder spoorwegen.
Malta telt verschillende havens, waarvan de Grand Harbour en het havengebied van Marsaxlokk economisch het belangrijkst zijn. De hoofdstad Valletta telt twee natuurlijke havens, Grand Harbour en Marsamxett Harbour. Tussen Ċirkewwa Harbour in het noorden van het hoofdeiland Malta en Mġarr Harbour op het eiland Gozo, vaart elke 45 minuten ('s nachts minder vaak) een (auto)veerdienst.
Op Malta wordt het openbaar vervoer sinds 2014 verzorgd door Malta Public Transport dat een uitgebreid en relatief frequent bereden busnet exploiteert waaronder ook nachtbussen en expresbussen. Het lijnennet is vrijwel volledig op Valletta gericht en voor de poort van de stad bevindt zich een groot busstation. Tot 2011 werd er nog met een groot aantal geel/oranje oldtimerbussen van de Assocjazzjoni Trasport Pubbliku gereden. In dat jaar kwamen er nieuwe bussen in gebruik, geëxploiteerd door Arriva. Ook op Gozo rijden bussen, maar minder uitgebreid en frequent dan op Malta, zij het wel minstens 1 keer per uur. In juli 2015 is de zogeheten Tallinja-card ingevoerd. Dit systeem werkt net zoals de Nederlandse OV-chipkaart met een NFC-chip; de kaart dient vooraf met een saldo opgeladen te worden. Doordat deze enkel als persoonsgebonden kaart verkrijgbaar is, is dit vooral nuttig voor gebruik door lokale bevolking. Toeristen kunnen een 12-rittenkaart kopen en een Explorercard. Deze laatste is zeven dagen geldig. Daarnaast zijn er nog losse kaartjes in de bus te koop. In de praktijk zijn deze duurder dan het gebruik van een Tallinja-card.
Het land Malta kent, evenals Cyprus, beide voormalige Britse koloniën, links verkeer.

## Toestroom asielzoekers en illegale immigranten
Direct na de toetreding tot de Europese Unie in 2004 kampte het land met een grote toestroom van met name Afrikaanse asielzoekers en illegale immigranten die hopen langs deze route een verblijfsvergunning in een Europese staat te bemachtigen, net als het nabijgelegen Italiaanse eiland Lampedusa.

## Trivia
- Malta dient als decor van verschillende speelfilms, zoals Steven Spielbergs Munich,[10] maar ook World War Z, Assassin's Creed en Jurassic World Dominion. Voor de film Popeye met Robin Williams werd zelfs een dorp als filmset gebouwd. Deze set bestaat nog steeds en is een toeristische attractie die bekend staat als Popeye Village.[11]
- Tot in de jaren 1950 droegen nog veel vrouwen op de eilanden Malta en Gozo een kap of mantel genaamd għonnella. Het kledingstuk wordt niet meer dagelijks gedragen.